# A nagy szökés (film)
A nagy szökés (eredeti címe: The Great Escape) 1963-ban bemutatott amerikai háborús film John Sturges rendezésében. A film cselekménye igaz történeten alapul: egy  második világháborús németországi fogolytáborban játszódik. A film érdekessége, hogy a szereplők között egyetlen nő sincs.

## Cselekmény
A Birodalom sok időt és energiát fordított a hadifogolytáborokból megszökött angol, amerikai és ausztrál tisztek újbóli kézre kerítésére. Éppen ezért a németek létesítettek egy speciális tábort, a Stalag Luft III-at, amit a legkorszerűbb és legszigorúbb biztonsági intézkedésekkel működtettek, melyből reményeik szerint lehetetlen megszökni. A Luftwaffe főparancsnokságának az volt a célja, hogy az összes „nehézfiút” begyűjtse egy helyre, akik korábban számtalan fogolytáborból megszöktek már. A tábort többszörös szögesdrótkerítés veszi körül. A belső területet 4 különböző toronyból figyelik, ahol géppuskás őrök vannak. A tornyok sötétedés után fényszórókkal pásztázzák a területet.
A film egyik főszereplője Hilts százados, pilóta (Steve McQueen), aki eddig 18-szor szökött meg hasonló, de kevésbé felszerelt táborokból. Már az első napon közelről szemügyre veszi a drótkerítést, ami azonban tilos, ezért egy másik emberrel együtt (Ives repülőtiszt) 20 napos magánzárkába kerül.
A hadifogoly tiszteknek kötelessége volt a szökés azért, hogy a keresésükre kirendelt katonákat hosszabb ideig lekössék, és azokat addig ne lehessen máshol bevetni. Bartlett repülőőrnagy is ebbe a táborba kerül, előtte három hónapig a Gestapo foglya volt. Elhatározza, hogy több ember fog megszökni ebből a tökéletesen őrzött táborból, mint eddig bárhonnan. Nem kettőt-hármat juttat ki innen, hanem két-háromszázat, akik szétszóródnak majd Németországban.
A tábor ellátottsága ideálisnak volt mondható. A foglyok napközben szabadon mozoghatnak, saját kertjükben termeszthetnek zöldségeket, szabadidejükben énekelhetnek, sportolhatnak. Munkájukhoz ásókat, csákányokat is kapnak (ezeket a szerszámokat később a szökéshez használják). Van folyóvíz, villanyáram, és a genfi egyezmény értelmében a foglyok csomagokat is kaphatnak otthonról, amiket csak alkalomszerűen ellenőriznek. Így kis álcázással sok apró tárgy bejuttatható volt a kapott csomagok segítségével (pl. iránytű, vagy rádióalkatrészek is). A csomagok tartalmának ezek egy részét (pl. csokoládé, lekvár, kávé stb.) az őrök megvesztegetésére fordítják.
A tábor két kabinja illetve a konyha alatt összesen három alagutat kezdenek ásni, melyek hossza egyenként kb. 100 méter. Az alagutak 9 méter mélyen vannak. Van egy fogoly, aki hamis útleveleket, vasúti jegyeket kezd készíteni 250 ember számára. A kiásott földet a nadrágjukban elrejtett zacskókba teszik bele, kiviszik az udvarra és ott elszórják. Az első alagutat nem sokkal a tervezett szökés előtt véletlenül észreveszik, és több hónap munkája kárba vész. Ives ekkor besokall és felmászik a drótkerítésen, ahol az egyik őrtoronyból lelövik. A többiek elkezdik a másik alagutat építeni. Az alagútásó, Charles Bronson a legerősebb köztük, de később kiderül, hogy klausztrofóbiás, emiatt ő is a kerítésen akar átszökni, hogy ne veszélyeztesse a többiek szökését. Egy barátja azonban visszatartja és megígéri neki, hogy segíteni fog neki az alagúton átjutni. Közben a hamis útleveleket készítő tiszt megvakul. Végül sokaknak sikerül kijutniuk az alagúton, de valaki véletlenül zajt csap, és ekkor a többi rab szökése meghiúsul. A menekültek saját készítésű civil ruhában vannak, hamis papírokkal, és sokan elég jól beszélnek németül, hogy az ellenőrző pontokon átjussanak.
Az elmenekült 76 fogoly  közül ötvenet elfognak és kivégeznek a mezőn. A többi elfogottat visszaviszik a táborba, ahol a korábbi táborparancsnokot éppen leváltja egy SS-tiszt. Hárman menekülnek meg: Danny Velinski és Willie, a haverja egy nagy svéd tengerjáró hajóra szállnak fel, Sedgwick, „az ezermester” pedig megérkezik Spanyolországba, ahova el szeretett volna jutni (a francia és a spanyol ellenállás segítségével sikerült neki).

## Szereplők
| Szereplő                  | Eredeti hang         | Magyar hang            | Magyar hang            | Magyar hang            |
| Szereplő                  | Eredeti hang         | 1. szereposztás (1995) | 2. szereposztás (1998) | 3. szereposztás (2010) |
| ------------------------- | -------------------- | ---------------------- | ---------------------- | ---------------------- |
| Virgil Hilts százados     | Steve McQueen        | Mihályi Győző          | Viczián Ottó           | Háda János             |
| Hendley „a tolvaj”        | James Garner         | Haás Vander Péter      | Kautzky Armand         | Laklóth Aladár         |
| Ramsey kapitány           | James Donald         | Trokán Péter           | Kőszegi Ákos           | Koncz István           |
| Bartlett „a nagy X”       | Richard Attenborough | Józsa Imre             | Jakab Csaba            | Barbinek Péter         |
| Danny Velinski            | Charles Bronson      | Kovács István          | Király Attila          | Dányi Krisztián        |
| Sedgwick, „az ezermester” | James Coburn         | Sörös Sándor           | Faragó József          | ?                      |
| James MacDonald           | Gordon Jackson       | Gáspár Sándor          | Vass Gábor             | ?                      |
| Ives, repülőtiszt         | Angus Lennie         | Dévai Balázs           | Kassai Károly          | Szokol Péter           |
| Ashley-Pitt               | David McCallum       | Boros Zoltán           | Széles Tamás           | ?                      |
| Cavendish                 | Nigel Stock          | Barbinek Péter         | Forgács Gábor          | Katona Zoltán          |
| Willie                    | John Leyton          | Fekete Zoltán          | Zámbori Soma           | Markovics Tamás        |
| Blythe „a hamisító”       | Donald Pleasence     | Háda János             | Szervét Tibor          | Kapácsy Miklós         |
| Von Luger táborparancsnok | Hannes Messemer      | Rosta Sándor           | Koroknay Géza          | Mihályi Győző          |
| Werner                    | Robert Graf          | Holl Nándor            | Gyurity István         | Kassai Károly          |
| Goff                      | Jud Taylor           | Salinger Gábor         | Dolmány Attila         | ?                      |
| Herr Kuhn                 | Hans Reiser          | ?                      | Koncz István           | ?                      |
| Strachwitz őrmester       | Harry Riebauer       | Varga T. József        | Csuha Lajos            | ?                      |
| Sorren                    | William Russell      | ?                      | ?                      | ?                      |
| Posen százados            | Robert Freitag       | Kapácsy Miklós         | Bácskai János          | ?                      |
| Preissen „Gestapo”        | Ulrich Beiger        | Cs. Németh Lajos       | Cs. Németh Lajos       | ?                      |
| Dietrich hadnagy          | George Mikell        | ?                      | Papp Dániel            | Tarján Péter           |
| Haynes                    | Lawrence Montaigne   | ?                      | Tarján Péter           | ?                      |
| Griffith „A szabó”        | Robert Desmond       | Bede-Fazekas Szabolcs  | ?                      | Meleg Vilmos           |

## Díjak, jelölések
- Moszkvai Nemzetközi Filmfesztivál (1963)
  - díj: Steve McQueen (legjobb színész)
  - jelölés: John Sturges (Nagydíj)
- Writers Guild of America (1964)
  - jelölés: legjobb forgatókönyv (James Clavell, W.R. Burnett)
- Laurel Awards (1964)
  - 2 helyezés: Steve McQueen (legjobb alakítás akciófilmben)
  - 2 helyezés: legjobb film
  - jelölés: James Garner (legjobb alakítás akciófilmben)
- Oscar-díj (1964)
  - jelölés: Ferris Webster (legjobb vágás)

## Fordítás
Ez a szócikk részben vagy egészben  a   The Great Escape (film) című angol Wikipédia-szócikk fordításán alapul.  Az eredeti cikk szerkesztőit annak laptörténete sorolja fel. Ez a jelzés csupán a megfogalmazás eredetét és a szerzői jogokat jelzi, nem szolgál a cikkben szereplő információk forrásmegjelöléseként.